# NGC 1540
NGC 1540 est une paire de galaxies située dans la constellation de l'Éridan. NGC 1540 a été découverte par l'astronome britannique John Herschel en 1834.

## Caractéristiques
Sa vitesse par rapport au fond diffus cosmologique est de 5 532 ± 15 km/s, ce qui correspond à une distance de Hubble de 81,6 ± 5,7 Mpc (∼266 millions d'al).
Les données dédoublées de l'encadré à droite sont dans l'ordre celles de PGC 15433 et de PGC 15434. Les mesures sur les images de DSS donnent pour PGC 15433 des dimensions apparentes d'environ 0,75′ × 0,45′ et d'environ 0,65′ × 0,35′. Notons que l'ordre des galaxies est inversé sur NED et SEDS.
PGC 14733 est galaxie spirale de type Sab ? pec et PGC 14734 est une galaxie spirale ou irrégulière de type Sa ? ou Irr ? pec.

## Collision galactique
NGC 1540 est en réalité constitué de deux galaxies en collision : PGC 15433 au sud et PGC 15434 au nord. Les vitesses de récession de ces deux galaxies montrent qu'elles sont à peu près à la même distance de la Voie lactée : 5 633 et 5 562 km/s. Il ne fait donc aucun doute qu'elles sont en collision.